# Винкуран
Винкуран (хорв. Vinkuran) — населений пункт у Хорватії, в Істрійській жупанії у складі громади Медулин.

## Населення
Населення за даними перепису 2011 року становило 672 осіб.
Динаміка чисельності населення поселення:

## Клімат
Середня річна температура становить 14,51 °C, середня максимальна – 27,38 °C, а середня мінімальна – 1,77 °C. Середня річна кількість опадів – 744 мм.
| Клімат поселення                              | Клімат поселення | Клімат поселення | Клімат поселення | Клімат поселення | Клімат поселення | Клімат поселення | Клімат поселення | Клімат поселення | Клімат поселення | Клімат поселення | Клімат поселення | Клімат поселення | Клімат поселення |
| Показник                                      | Січ.             | Лют.             | Бер.             | Квіт.            | Трав.            | Черв.            | Лип.             | Серп.            | Вер.             | Жовт.            | Лист.            | Груд.            |                  |
| Середній максимум, °C                         | 10,08            | 10,25            | 13,17            | 16,92            | 21,77            | 25,95            | 27,38            | 27,22            | 22,42            | 18,47            | 13,57            | 10,40            |                  |
| Середня температура, °C                       | 5,92             | 6,07             | 8,98             | 12,75            | 17,58            | 21,78            | 24,32            | 24,13            | 19,32            | 15,40            | 10,48            | 7,32             |                  |
| Середній мінімум, °C                          | 1,77             | 1,88             | 4,82             | 8,57             | 13,42            | 17,62            | 21,22            | 21,07            | 16,25            | 12,32            | 7,38             | 4,25             |                  |
| Норма опадів, мм                              | 64               | 51               | 51               | 57               | 50               | 56               | 36               | 60               | 69               | 85               | 95               | 70               |                  |
| Середньомісячна швидкість вітру, м/с          | 2.77             | 2.98             | 3.08             | 2.97             | 2.63             | 2.53             | 2.58             | 2.50             | 2.63             | 2.85             | 3.08             | 2.98             |                  |
| Середньомісячна сонячна радіація, кДж/м²·день | 4577             | 7472             | 10987            | 15647            | 20112            | 22091            | 23169            | 20072            | 14542            | 9490             | 5051             | 3901             |                  |
| --------------------------------------------- | ---------------- | ---------------- | ---------------- | ---------------- | ---------------- | ---------------- | ---------------- | ---------------- | ---------------- | ---------------- | ---------------- | ---------------- | ---------------- |
| Джерело:                                      |                  |                  |                  |                  |                  |                  |                  |                  |                  |                  |                  |                  |                  |